# Рудак Андрій Тарасович
Андрі́й Тара́сович Руда́к (30 листопада 1998, Парище, Надвірянський район, Івано-Франківська область, Україна — 6 червня 2023, Яковлівка, Бахмутський район,
Донецька область, Україна) — лейтенант Збройних Сил України, учасник російсько-української війни.

## Біографія
Рудак Андрій Тарасович народився 30 листопада 1998 року в Парище на Надвірнянщині. Навчався в парищенському ліцеї. У 2012 році вступив до Прикарпатського військово-спортивного ліцею. У 2016 році вступив до Академії сухопутних військ імені Петра Сагайдачного у Львові, де навчався на факультеті морально-психологічної роботи у військах та матеріального забезпечення військ та отримав звання молодшого сержанта.
У 2018 році Андрій отримав подяку та медаль від міністра оборони України за участь у параді військ з нагоди 27-ї річниці Незалежності України. У 2020 році брав участь у боях у селищах Південне, Шуми, Нью-Йорк на Донеччині. У 2021 році отримав звання сержанта роти 109-го батальйону 10-ї гірсько-штурмової бригади.
На початку повномасштабного вторгнення він, як учасник бойових дій, брав участь в обороні Києва. 2 травня 2023 року Андрій прийняв посаду командира роти та брав участь у боях за Бахмут. Загинув 6 червня 2023 року в Яковлівці на Донеччині.
Похований в Парищі 10 червня 2023 року на кладовищі.

## Вшанування пам'яті
- 24 січня 2024 року на фасаді місцевого ліцею відкрили та освятили меморіальну дошку.[3]

## Нагороди
- Орден Богдана Хмельницького III ступеня (посмертно).[4]